# Boris Georgijewitsch Tatuschin
Boris Georgijewitsch Tatuschin (russisch Борис Георгиевич Татушин; * 31. März 1933 in Moskau; † 15. Januar 1998 ebenda) war ein sowjetischer Fußballspieler.

## Laufbahn

### Verein
Tatuschin begann seine Laufbahn 1951 bei Spartak Moskau, mit dem er drei sowjetische Meistertitel gewann. Am 26. Mai 1958 wurde Tatuschin zusammen mit seinen Nationalmannschaftskollegen Eduard Strelzow und Michail Ogonkow verhaftet. Zwar wurde er freigelassen, doch erst im Jahre 1961 wurde ihm die Erlaubnis erteilt, wieder in der höchsten sowjetischen Liga Fußball spielen zu dürfen. Als 30-Jähriger beendete der Stürmer seine aktive Laufbahn in der Moldawischen SSR.

### Nationalmannschaft
Bei den Olympischen Spielen 1956 gewann Tatuschin mit seinem Team die Goldmedaille.

## Erfolge

### Verein
- Sowjetischer Meister: 1953, 1956, 1958

### Nationalmannschaft
- Olympia: Goldmedaille 1956